# Ronny Graupe

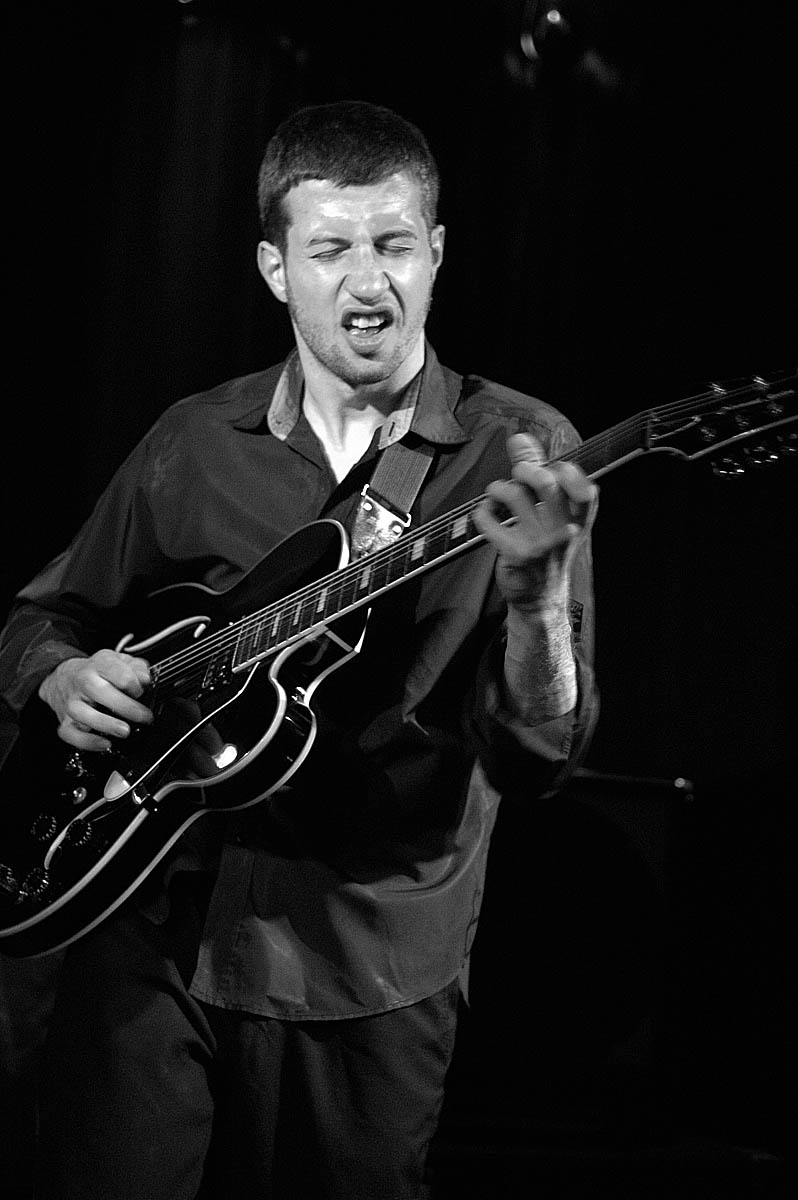
Ronny Graupe (2006)

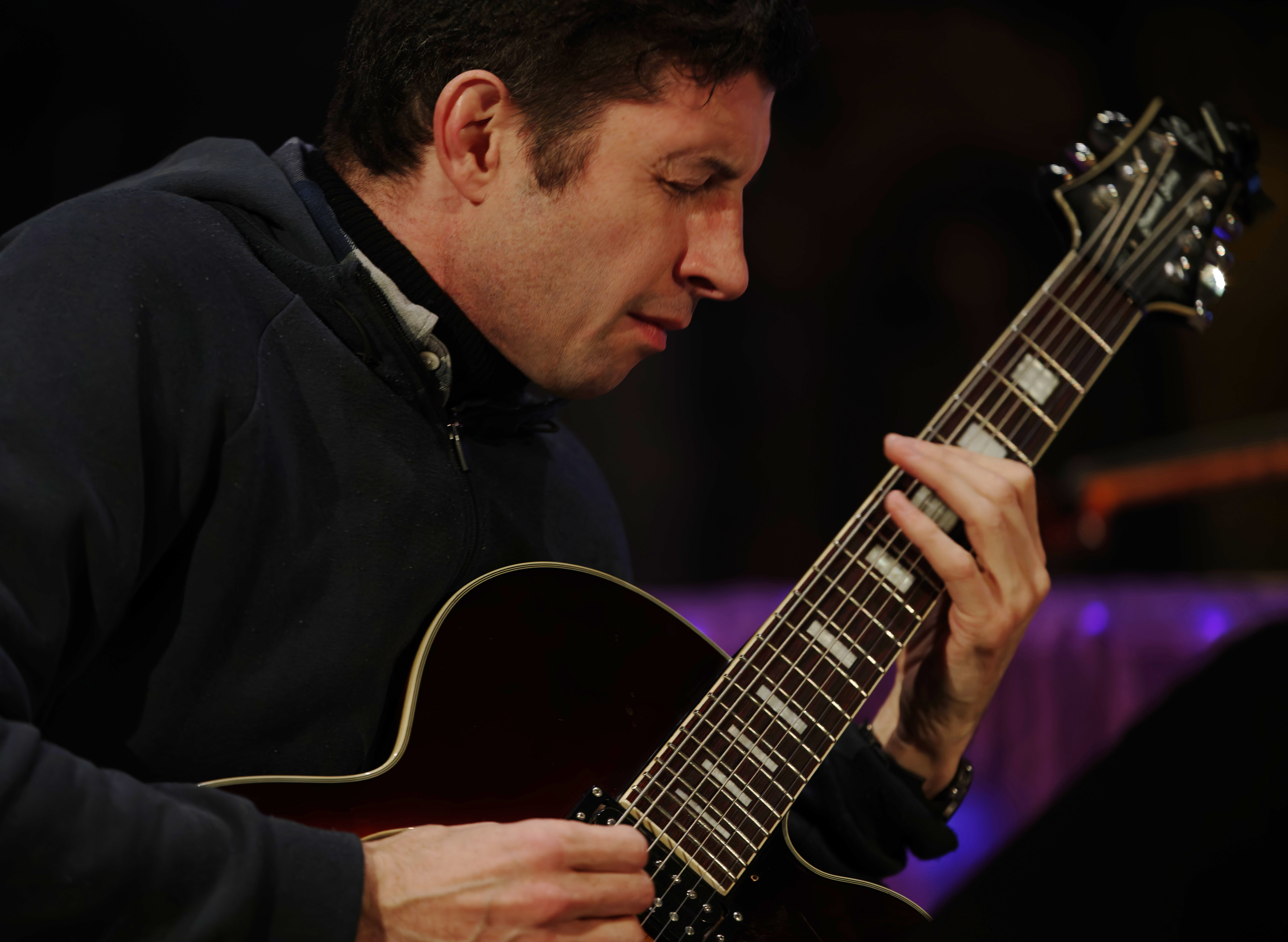
Ronny Graupe im Konzert mit Henning Sieverts und Nils Wogram in der Stadtkirche Darmstadt am 29. November 2024

Ronny Graupe (* 1979 in Karl-Marx-Stadt) ist ein deutscher Jazzgitarrist.

## Leben und Wirken
Graupe, der 1996 bei Jugend jazzt als erster Preisträger ausgezeichnet wurde und 1997 beim Jazznachwuchsfestival Leipzig auftrat, nahm 1998 sein Studium an der Hochschule für Musik und Theater „Felix Mendelssohn Bartholdy“ Leipzig auf, das er 2002 bis 2003 in Kopenhagen am Rytmisk Musikkonservatorium fortsetzte. Parallel dazu spielte er von 1998 bis 2001 im Bujazzo. 
2002 bildete er mit Christian Lillinger und Philipp Gropper das Trio Hyperactive Kid, das bisher (2020) sechs Alben vorlegte. Weiter arbeitete der in Berlin lebende Musiker mit Oliver Schwerdt, Kalle Kalima, Carsten Daerr, Tyshawn Sorey, Frank Möbus, John Schröder, Benjamin Weidekamp und Rolf Kühn (Close-Up), aber auch in Formationen mit Ulrich Kempendorff, Wanja Slavin, Henning Sieverts, Johannes Lauer und Laura Schuler. Konzerte spielte er in Mitteleuropa, Spanien, Frankreich, Italien, Großbritannien und Venezuela.
2004 gründete er die Gruppe Spoom mit Christian Lillinger und Jonas Westergaard, die er 2019 mit Christian Weidner zum Quartett erweiterte. Nachdem sich Spoom zunächst mit Jazzstandards beschäftigte, begann die Formation bald, mit Kompositionen von Ronny Graupe zu arbeiten. Im Unterschied zu den traditionellen Jazzstandards, verfolgen diese Kompositionen eher klassische Elemente. Der musikalische Kontext beschränkt sich im Unterschied zum traditionellen Jazz nicht nur auf kurze musikalische Themen, auf denen dann die Improvisation folgt; vielmehr werden musikalische Ideen ver- und bearbeitet, so dass ein längerer kompositioneller Bogen erkennbar wird. Die Improvisationen sind der notierten Komposition gleichwertig. Sie stellen eine Reflexion über den komponierten Teil dar.
Seit 2012 ist Graupe Dozent für Jazz Guitar an der Hochschule der Künste Bern.

## Preise und Auszeichnungen
2001 erhielt er das Jazznachwuchsstipendium der Marion Ermer Stiftung Leipzig. 2021 wurde er als Gitarrist mit dem Deutschen Jazzpreis ausgezeichnet.

## Diskographische Hinweise
- Hyperactive Kid (Shoebill Music, 2006)
- Hyperactive Kid: Mit Dir sind wir 4 (Jazzwerkstatt, 2010)
- The White Belt (Pirouet, 2016, mit Jonas Westergaard, Christian Lillinger)
- Philipp Gropper, Ronny Graupe & Christian Lillinger: Riot (WhyPlayJazz, 2016)
- Christian Weidner, Jozef Dumoulin, Ronny Graupe, Dejan Terzic Melanoia (BMC 2019)
- Ronny Graupe | Théo Ceccaldi | Valentin Ceccaldi | Christian Lillinger: qöölp (BMC 2019)[5]
- Ronny Graupes Spoom: Bridge Ices Before Road (Shoebill, 2020, mit Christian Weidner, Jonas Westergaard, Christian Lillinger)
- Ronny Graupe Off The Record: The Call (Out of the Shed, 2022, mit Dominik Bukowski, Phil Donkin, Oliver Steidle)[6]
- Wanja Slavin, Kalle Kalima, Ronny Graupe, Oliver Steidle: ROWK (Out of the Shed 2023)[7]
- Ronny Graupe & Szelest: Newfoundland Tristess (BMC 2025, mit Lucia Cadotsch, Kit Downes)[8]